# メロディーズ (GAMの曲)
「メロディーズ」は、ハロー!プロジェクトのユニットGAMの2ndシングルである。2006年10月18日にアップフロントワークス（hachamaレーベル）からリリースされた。

## 概要
- 初回生産限定盤はCD+DVDで、通常盤はCDのみである。
- 2006年11月15日にシングルVがリリースされている。

## 収録曲

### CD
全作詞・作曲：つんく
1. メロディーズ
編曲：大久保薫
2. メロディーズ (ピアノ独唱Version)
編曲：上杉洋史
3. メロディーズ (Instrumental)

### 初回生産限定盤付属DVD
1. メロディーズ (SPECIAL EDITION)

## 参加ミュージシャン
メロディーズ
- プログラミング：大久保薫
- コーラス：松浦亜弥・藤本美貴・CHINO・つんく

メロディーズ (ピアノ独唱Version)
- ピアノ&プログラミング：上杉洋史
- コーラス：松浦亜弥・藤本美貴

## シングルV (DVD)
収録内容
1. メロディーズ
2. メロディーズ (Dance Shot Ver.)
3. メイキング